# 후퍼 (영화)
《후퍼》(Hooper)는 미국에서 제작된 할 니드햄 감독의 1978년 액션 코미디 영화이다. 버트 레이놀즈 등이 주연으로 출연하였고 로렌스 고든 등이 제작에 참여하였다.

## 출연

### 주연
- 버트 레이놀즈
- 잔 마이클 빈센트
- 샐리 필드

### 조연
- 브라이언 키이스
- 존 마리
- 로버트 클라인
- 제임스 베스트
- 아담 웨스트
- 알피 와이즈
- 테리 브래드쇼

## 기타
- 의상: 마이클 바커